# Граф ходов короля
В теории графов графом ходов короля называется граф, изображающий все возможные ходы короля на шахматной доске — каждая вершина соответствует клетке на доске, а рёбра соответствуют возможным ходам.
Для графа ходов короля на доске размера {\displaystyle n\times m} число вершин равняется {\displaystyle nm}. Для доски {\displaystyle n\times n} число вершин равняется {\displaystyle n^{2}}, а число рёбер равняется {\displaystyle (2n-2)(2n-1)}.
Окрестность вершины в графе ходов короля соответствует окрестности Мура клеточного автомата.
Обобщение графа ходов короля можно получить из рамочного графа (плоского графа, у которого каждая грань является четырёхугольником и каждая внутренняя вершина имеет по меньшей мере четыре соседа) путём добавления двух диагоналей для каждой четырёхугольной грани.